# Список послов России и СССР в Китае
В статье представлен список послов России и СССР в Китае.

## Хронология дипломатических отношений
- 1860 г. — открыта постоянная российская миссии в Пекине.
- 26 ноября 1917 г. — дипломатические отношения прерваны после Октябрьской революции.
- 31 мая 1924 г. — установлены дипломатические отношения.
- 13 июня — 15 июля 1924 г. — открыты посольства.
- 17 июля 1929 г. — дипломатические отношения прерваны СССР.
- 12 декабря 1932 г. — дипломатические отношения восстановлены.
- 2 октября 1949 г. — СССР признал Китайскую Народную Республику. Прекращены дипломатические отношения СССР с Китайской Республикой и установлены с КНР.

## Список послов
| Срок полномочий                    | Посол                               | Годы жизни | Вручение верительных грамот     | Комментарии                                                                   |
| ---------------------------------- | ----------------------------------- | ---------- | ------------------------------- | ----------------------------------------------------------------------------- |
| Русское царство                    |                                     |            |                                 |                                                                               |
| 16 июня 1719 — 13 марта 1721       | Лев Васильевич Измайлов             | 1685—1738  |                                 | Глава миссии                                                                  |
| 12 февраля 1721 — 12 июля 1722     | Лоренц Ланг                         | 169?—1752  |                                 | Консул                                                                        |
| Российская империя                 |                                     |            |                                 |                                                                               |
| 1725—1728                          | Савва Лукич Рагузинский-Владиславич | 1669—1738  |                                 | Резидент                                                                      |
| 30 мая 1756 — 4 октября 1757       | Василий Фёдорович Братищев          | 1714—17??  |                                 | Глава миссии                                                                  |
| 1762—1763                          | Иван Иванович Кропотов              | 1724—1769  |                                 | Глава миссии                                                                  |
| 15 февраля 1805 — 1807             | Юрий Александрович Головкин         | 1762—1746  |                                 | Чрезвычайный посол                                                            |
| 2 апреля 1857 — 1858               | Евфимий Васильевич Путятин          | 1803—1883  |                                 | Посланник до 24 декабря 1857, затем императорский комиссар                    |
| 17 февраля 1859 — 11 февраля 1861  | Николай Павлович Игнатьев           | 1832—1908  |                                 | С особым поручением                                                           |
| 24 февраля 1861 — 31 марта 1863    | Лев Фёдорович Баллюзек              | 1822—1879  |                                 | Министр-резидент                                                              |
| 31 марта — 30 ноября 1863          | Николай Дмитриевич Глинка           | 1838—1884  |                                 | Вице-посланник                                                                |
| 27 июля 1863 — 15 апреля 1869      | Александр Георгиевич Влангали       | 1823—1908  |                                 | Посланник                                                                     |
| 21 апреля 1869 — 15 октября 1870   | Евгений Карлович Бюцов              | 1837—1904  |                                 | Поверенный в делах                                                            |
| 15 октября 1870 — 11 мая 1873      | Александр Георгиевич Влангали       | 1823—1908  |                                 | Посланник                                                                     |
| 5 октября 1873 — 23 марта 1874     | Александр Иванович Кояндер          | 1846—1910  |                                 | Поверенный в делах                                                            |
| 23 марта 1874 — 10 ноября 1882     | Евгений Карлович Бюцов              | 1837—1904  |                                 | Посланник                                                                     |
| 31 марта 1878 — 8 апреля 1881      | Александр Иванович Кояндер          | 1846—1910  |                                 | Поверенный в делах                                                            |
| 10 ноября 1882 — 15 октября 1883   | Карл Иванович Вебер                 | 1841—1910  |                                 | Посланник                                                                     |
| 13 апреля 1883 — 16 июля 1886      | Сергей Иванович Попов               | 1824—?     |                                 | Посланник                                                                     |
| 19 марта — 23 ноября 1886          | Николай Фёдорович Ладыженский       | 1852—?     |                                 | Поверенный в делах                                                            |
| 16 июля 1886 — 15 января 1891      | Алексей Михайлович Кумани           | 1833—1897  |                                 | Посланник                                                                     |
| Апрель 1890 — сентябрь 1891        | Константин Васильевич Клейменов     | 1856—1910  |                                 | Поверенный в делах                                                            |
| 17 ноября 1891 — 3 октября 1896    | Артур Павлович Кассини              | 1835—1919  |                                 | Посланник                                                                     |
| 3 октября 1896 — 24 ноября 1898    | Александр Иванович Павлов           | 1860—1923  |                                 | И. д. поверенного в делах                                                     |
| 6 ноября 1897 — 8 июня 1898        | Алексей Николаевич Шпейер           | 1854—1916  |                                 | Посланник                                                                     |
| 24 ноября 1898 — 29 сентября 1901  | Михаил Николаевич Гирс              | 1856—1932  |                                 | Посланник                                                                     |
| 29 сентября 1901 — 21 апреля 1905  | Павел Михайлович Лессар             | 1851—1905  |                                 | Посланник                                                                     |
| 25 ноября 1902 — февраль 1903      | Георгий Антонович Плансон           | 1859—1937  |                                 | Поверенный в делах                                                            |
| 21 апреля — май 1905               | Григорий Александрович Козаков      | 1869—1918  |                                 | И. о. посланника                                                              |
| Май 1905 — 23 февраля 1908         | Дмитрий Дмитриевич Покотилов        | 1865—1908  | 6 июля 1905                     | Посланник                                                                     |
| 23 февраля — 30 августа 1908       | Евгений Васильевич Голубов          |            |                                 | Поверенный в делах                                                            |
| 9 мая 1908 — 27 декабря 1911       | Иван Яковлевич Коростовец           | 1862—1933  | 20 сентября 1908                | Посланник                                                                     |
| 20 декабря 1911 — апрель 1912      | Михаил Сергеевич Щёкин              | 1871—1920  |                                 | Поверенный в делах                                                            |
| 27 декабря 1911 — 1916             | Василий Николаевич Крупенский       | 1869—1945  | 13 ноября 1913                  | Посланник                                                                     |
| 1916—1917                          | Николай Александрович Кудашев       | 1868—1921  | 17 июня 1916                    | Посланник                                                                     |
| Временное правительство России     |                                     |            |                                 |                                                                               |
| 1917 — 26 ноября 1917              | Николай Александрович Кудашев       | 1868—1921  | 9 июня 1917                     | Посланник                                                                     |
| РСФСР                              |                                     |            |                                 |                                                                               |
| Декабрь 1921 — 1922                | Александр Константинович Пайкес     | 1873—1958  |                                 | Уполномоченный СНК РСФСР                                                      |
| СССР                               |                                     |            |                                 |                                                                               |
| 6 июля 1922 — 3 июня 1923          | Адольф Абрамович Иоффе              | 1883—1927  |                                 | Дипломатический представитель                                                 |
| Сентябрь 1923 — 10 сентября 1926   | Лев Михайлович Карахан              | 1889—1937  | 31 июля 1924                    | Дипломатический представитель до 3 июня 1924, затем полномочный представитель |
| 1925                               | Василий Иванович Соловьёв           | 1890—1939  |                                 | Поверенный в делах                                                            |
| Сентябрь 1926 — 1926               | Фридрих Вильгельмович Линде         | 1892—1961  |                                 | Поверенный в делах                                                            |
| 30 декабря 1926 — 1927             | Семён Иванович Аралов               | 1880—1969  |                                 | Представитель СНК СССР                                                        |
| 20 февраля 1933 — 7 октября 1937   | Дмитрий Васильевич Богомолов        | 1890—1938  | 3 мая 1933                      | Полномочный представитель                                                     |
| 23 ноября 1937 — 10 июля 1939      | Иван Трофимович Бовкун-Луганец      | 1899—1939  | 23 января 1938                  | Полномочный представитель                                                     |
| 28 августа 1939 — 3 апреля 1945    | Александр Семёнович Панюшкин        | 1905—1974  | 1 сентября 1939                 | Полномочный представитель до 9 мая 1941, затем посол                          |
| 3 апреля 1945 — 25 февраля 1948    | Аполлон Александрович Петров        | 1907—1949  | 8 мая 1945                      |                                                                               |
| 25 февраля 1948 — 13 июня 1952     | Николай Васильевич Рощин            | 1901—1960  | 16 октября 1948 16 октября 1949 | Посол в Китайской Республике до 2 октября 1949, затем в КНР                   |
| 13 июня 1952 — 10 марта 1953       | Александр Семёнович Панюшкин        | 1905—1974  | 15 декабря 1952                 |                                                                               |
| 10 марта — 3 декабря 1953          | Василий Васильевич Кузнецов         | 1901—1990  | 3 апреля 1953                   |                                                                               |
| 3 декабря 1953 — 15 октября 1959   | Павел Фёдорович Юдин                | 1899—1968  | 15 декабря 1953                 |                                                                               |
| 15 октября 1959 — 13 апреля 1965   | Степан Васильевич Червоненко        | 1915—2003  | 5 ноября 1959                   |                                                                               |
| 13 апреля 1965 — 12 апреля 1967    | Сергей Георгиевич Лапин             | 1912—1990  | 30 апреля 1965                  |                                                                               |
| 1966—1968                          | Юрий Иванович Раздухов              | 1924—2009  |                                 | Временный поверенный                                                          |
| 1968—1970                          | Алексей Иванович Елизаветин         | 1915—2001  |                                 | Временный поверенный                                                          |
| 16 октября 1970 — 24 июля 1978     | Василий Сергеевич Толстиков         | 1917—2003  | 13 октября 1970                 |                                                                               |
| 24 июля 1978 — 11 марта 1986       | Илья Сергеевич Щербаков             | 1912—1996  | 28 сентября 1978                |                                                                               |
| 11 марта 1986 — 7 августа 1990     | Олег Александрович Трояновский      | 1919—2003  | 5 мая 1986                      |                                                                               |
| 7 августа 1990 — 25 декабря 1991   | Николай Николаевич Соловьёв         | 1931—1998  | 26 сентября 1990                |                                                                               |
| Российская Федерация               |                                     |            |                                 |                                                                               |
| 25 декабря 1991 — 24 января 1992   | Николай Николаевич Соловьёв         | 1931—1998  |                                 |                                                                               |
| 24 января 1992 — 10 июня 2005      | Игорь Алексеевич Рогачёв            | 1932—2012  | 9 апреля 1992                   |                                                                               |
| 10 июня 2005 — 21 апреля 2013      | Сергей Сергеевич Разов              | 1953—      | 29 августа 2005                 |                                                                               |
| 21 апреля 2013 — 13 сентября 2022  | Андрей Иванович Денисов             | 1952—      | 3 июля 2013                     |                                                                               |
| 13 сентября 2022 — настоящее время | Игорь Владимирович Моргулов         | 1961—      | 24 апреля 2023                  |                                                                               |